# Wagner Basílio
Wagner Basílio (ur. 26 listopada 1959 w São Paulo, zm. 15 lipca 2025 tamże) – piłkarz brazylijski występujący na pozycji środkowego obrońcy.

## Kariera klubowa
Karierę piłkarską Wagner Basílio zaczął w klubie Corinthians Paulista w 1977. W lidze brazylijskiej zadebiutował 27 lutego 1980 w wygranym 3-2 meczu z EC Bahia. Z Corinthians trzykrotnie zdobył mistrzostwo stanu São Paulo – Campeonato Paulista w 1979, 1982 i 1983. Łącznie w barwach Corinthians rozegrał 258 meczów, w których strzelił 5 bramek.
W latach 1986–1987 był zawodnikiem São Paulo FC, a 1987–1988 Sportu Recife. Ze Sportem zdobył mistrzostwo stanu Pernambuco – Campeonato Pernambucano w 1988. Ostatnim klubem w karierze Wagnera Basílio była EC Bahia, w której występował w latach 1989–1992. Z Bahią zdobył mistrzostwo stanu Bahia – Campeonato Baiano w 1991. W barwach Bahii Wagner Basílio 10 maja 1992 w przegranym 0-1 meczu z Clube Atlético Mineiro wystąpił po raz ostatni w lidze. Ogółem w latach 1980–1992 w lidze brazylijskiej Wagner Basílio rozegrał 164 spotkania, w których zdobył 2 bramki.

## Kariera reprezentacyjna
Wagner Basílio występował w olimpijskiej reprezentacji Brazylii. W 1979 uczestniczył w Igrzyskach Panamerykańskich, na których Brazylia zdobyła złoty medal. Na turnieju w San Juan wystąpił w meczach Gwatemalą, Kubą, Kostaryką, Portoryko i ponownie z Kubą (bramka).